# Polystichum plicatum
Polystichum plicatum là một loài thực vật có mạch trong họ Dryopteridaceae. Loài này được (Poepp. ex Kunze) Hicken ex Hosseus miêu tả khoa học đầu tiên năm 1915.